# تفجير آمرلي (2007)
تفجير آمرلي 2007 أو مجزرة آمرلي هو تفجير انتحاري أستهدف ناحية آمرلي التي تقع في شمال شرق بغداد في قضاء طوزخورماتو جنوب شرق محافظة صلاح الدين أدت إلى مقتل أكثر من 156 شخص وأصابة 255 أخرين.

## التفجير
في عام 2007م صباح السبت أستهدف أنتحاري يقود شاحنة مفخخة سوقا شعبيا في الحي العسكري شرق المدينة أدت إلى مقتل العديد من المدنيين الشيعة من القومية التركمانية.

## مقلات أخرى
- تفجير الحلة 2007
- تفجير تلعفر 2007
- تفجير تلعفر 2009
- تفجير طوزخورماتو يناير 2013